# Некрасов, Пётр Ильич
Пётр Ильич Некрасов — ведущий советский метеоролог и климатолог, профессор, заведующий сектором Бюро погоды СССР, автор первых в СССР учебников по сельской метеорологии.

## Биография
Петр Ильич Некрасов родился в Брянской губернии и был младшим сыном в семье архитектора сахарных заводов. Его старший брат Алексей был агрономом, средний, Яков — врач, профессор медицины, сыгравший важную роль в построении медицинской системы СССР.
Закончил Императорский Московской государственный университет, был учеником знаменитого российского климатолога и метеоролога А. И. Воейкова, которого лично хорошо знал с ранней юности, старший брат Петра Алексей был управляющим одного из имений князей Воейковых в Брянской губернии. Позднее он написал первую биографию ученого, которая широко использовалась в последующих научных и популярных работах, посвященных ученому, а также при публикации его научного наследия.
Будучи студентом, в 1905 принимал участие в Декабрьском вооруженном восстании в Москве, после поражения революции был курьером газеты «Искры».
После октябрьской революции несколько лет был преподавателем только что созданного Нижегородского университета, где написал первый в истории климатической очерк Нижегородской губернии.
Вернувшись в начале 20-х годов в Москву, преподавал Московском университете, затем — в Тимирязевской сельскохозяйственной академии и работал специалистом по сельскохозяйственной метеорологии в Народном комиссариате земледелия. Периодически публиковал результаты своих научных исследованиях в журнале «Записки московского метеорологического общества», членом редколлегии которого являлся. К 1927 году вошел в ученый совет Государственного научно-исследовательского геофизического института (ГНИГИ), затем стал заведующим сектором Бюро погоды СССР. На этих должностях П. И. Некрасов принимал самое активное участие в реформе всей системы сельскохозяйственных опытных станций РСФСР, занимаясь созданием метеосети.С этой целью в течение последующего десятилетия он создал серию учебников и учебных пособий, которые должны были решить проблему с кадрами для сельских метеостанций, которая в то время стояла очень остро.
В 1931 году П. И. Некрасов написал первый в СССР учебник «Сельскохозяйственная метеорология», который многократно переиздавался и на долгие годы стал базовым пособием для обучения метеорологии на селе. В том же году он написал несколько статей для «Малой советской энциклопедии».
В начале 1931 года Некрасов был арестован, приговорен к 3 годам заключения по ст. 58-7 (вредительство) и отправлен в лагерь Долинка, где работал сотрудником богарного опытного поля научно-исследовательского сектора Карлаг. После возвращения в 1934 году в Москву некоторое время нелегально жил на квартире у брата, пока не был восстановлен на работу в Центральный институт погоды Наркомзема СССР и получил звание профессора в Тимирязевской сельскохозяйственной академии. В 1939 году он стал автором первого в СССР учебника по метеорологии для сельскохозяйственных техникумов.
Результаты научной работы П. И. Некрасова в области почвоведения, климатологии, экологии и фенологии широко применялись в советской науке и не утратили своей актуальности по сей день.
П. И. Некрасов был полностью реабилитирован Верховным судом РСФСР 6 сентября 1957 г.

## Основные произведения
Некрасов П. И. Климатический очерк Нижегородской губернии.\ Производственные силы Нижегородской губернии. Вып. 1, 1925
Некрасов П. И. Метеорологическая организация СССР в прошлом и настоящем. Москва, 1929
Некрасов П. И. Климат и погода. Пособие для заочных сельскохозяйственных курсов. Москва, 1930
Некрасов П. И. Основы климатологии. Учебное пособие. Москва, 1930
Некрасов П. И. Сельскохозяйственная метеорология. Учебное пособие. Москва, 1931
Некрасов П. И. Климат нечернозёмной полосы. Москва, 1937
Некрасов П. И. Погода и ее предвидение. Москва, 1937
Некрасов П. И. Погода и ее предвидение. Перевод С. Бошнагяна. Ереван, 1938. На армянском языке.
Некрасов П. И. Краткий курс метеорологии. Учебник для с.-х. техникумов. Москва, 1939
Некрасов П. И. Александр Иванович Воейков. Климатолог и географ, (1841—1916). Москва, 1940
Некрасов П. И. Климатический очерк земного шара. Москва, 1940
Некрасов П. И., Моисеенко В. Л. Климатический очерк Рудного Алтая.\ Сельское хозяйство Рудного Алтая. М.-Л. 1940